# IPad Air (5. Generation)
Das iPad Air (5. Generation) wurde von Apple am 8. März 2022 vorgestellt. Das iPad ist in den Versionen Wi-Fi sowie Wi-Fi + Cellular (bis zu 5G), mit 64 oder 256 GB Speicherplatz sowie in den Farben Space Grau, Rosé, Violett, Blau und Polarstern verfügbar. Es hat Touch ID, den Apple M1 Chip und eine 12 MP Ultraweitwinkel-Frontkamera. Es ist mit dem Apple Pencil (2. Generation) und Magic Keyboard kompatibel. Das iPad hat ein 10,9" Display, eine Bildschirmauflösung von 2360 × 1640 Pixel bei 264 ppi. Preislich beginnt das iPad Air bei 679 Euro für die Wi-Fi-Version mit 64 GB Speicherplatz.

## Neue Features
Im Vergleich zum iPad Air (4. Generation) gibt es optisch kaum Unterschiede. Lediglich die Farben wurden teilweise angepasst und der „iPad“-Schriftzug auf der Rückseite lautet nun iPad Air. Wie auch beim Vorgängermodell ist eine 12 MP-Kamera eingebaut, beide iPads habe eine Höhe von 247,6 mm, eine Breite von 178,5 mm, eine Tiefe von 6,1 mm und eine rechteckig gemessene Bildschirmdiagonale von 10,9 Zoll. Des Weiteren haben beide iPads keinen Homebutton mehr. Wenngleich sich nichts auf optischer Ebene verändert hat, gab es relevante Neuerungen auf technischer Ebene. So ist im iPad Air der fünften Generation Apples M1 Chip eingebaut, während im iPad Air der vierten Generation noch der Apple-A14-Bionic-Chip eingebaut ist. Außerdem ist das iPad Air (5. Generation) mit 5G-Netzen kompatibel, wohingegen das iPad Air (4. Generation) sich auf LTE-Advanced-Netze beschränkt.

## Kritik
Wenn auch Apple mit 5G und dem M1 Chip zwei neue Features eingebaut hat, gab es trotzdem einige negative Kritik. Unter anderem wird bemängelt, dass das iPad Air der fünften Generation im Gegensatz zum teureren iPad Pro immer noch nicht mit Face ID ausgestattet ist. Außerdem tauchte gleich nach dem Release vermehrt ein „Knarzen“ auf, welches beim Vorgängermodell nicht vorlag, womöglich gibt es einen Verarbeitungsfehler.

## Preise
Die folgende Tabelle zeigt die Preise, die Apple für Endkunden erhebt.
| Version                  | Preis bei Veröffentlichung | seit 18. Oktober 2022 |
| ------------------------ | -------------------------- | --------------------- |
| Wi-Fi, 64 GB             | 679 €                      | 769 €                 |
| Wi-Fi, 256 GB            | 849 €                      | 969 €                 |
| Wi-Fi + Cellular, 64 GB  | 849 €                      | 969 €                 |
| Wi-Fi + Cellular, 256 GB | 1.019 €                    | 1.169 €               |